# 제63회 미국 작가 조합상
제63회 미국 작가 조합상은 2010년 뛰어난 활동을 보인 영화 작가를 기리기 위해 2011년 2월에 열린 시상식이다.

## 수상 및 후보

### 각본상
- 인셉션 - 크리스토퍼 놀란 수상

### 각색상
- 소셜 네트워크 - 아론 소킨 수상

### 다큐멘터리 각본상
- 인사이드 잡 - 찰스 퍼거슨 외 2명 수상

### TV 드라마 시리즈
- 매드 맨 - 팀 헌터 외 1명 수상
- 보드워크 엠파이어 - 티모시 밴 패튼 외 1명
- 브레이킹 배드 - 아담 번스타인 외 5명
- 덱스터 - 마이클 쿠에스타 외 2명
- 프라이데이 나잇 라이츠 - 제프리 라이너

### TV 코미디 시리즈
- 모던 패밀리 - 제이슨 와이너 수상
- 30 락 - 아담 번스타인
- 글리 - 라이언 머피 외 2명
- 간호사 재키 - 스티브 부세미 외 3명
- 오피스 - 에이미 헥커링 외 6명

### TV 뉴 시리즈
- 보드워크 엠파이어 - 티모시 밴 패튼 외 1명 수상
- 저스티파이드 - 아담 아킨
- 멘 오브 어 서튼 에이지 - 에드 비앙치 외 1명
- 트레메 - 아그네츠카 홀란드 외 1명
- 워킹 데드 - 프랭크 다라본트 외 4명

### TV 드라마 에피소드
- 매드 맨 - 팀 헌터 외 1명 수상
- 더 굿 와이프 - 로드 홀콤 외 3명
- 로스트 - 잭 벤더 외 6명
- 하우스 M.D. - 데란 사라피안 외 4명
- 브레이킹 배드 - 아담 번스타인 외 5명

### TV 코미디 에피소드
- 30 락 - 아담 번스타인 수상
- 모던 패밀리 - 제이슨 와이너
- 사라 실버맨 프로그램 - 롭 슈랩 외 2명
- 오피스 - 에이미 헥커링 외 6명

### TV 장편 각본상
- 특별한 관계 - 피터 모건 수상
- 유 돈 노우 잭 - 아담 마저

### TV 장편 각색상
- 더 퍼시픽 - 로버트 쉔컨 외 1명 수상
- 더 필러스 오브 더 어스 - 존 피엘마이어
- 템플 그랜딘 - 크리스토퍼 몽거 외 1명

### TV 애니메이션상
- 퓨쳐라마 - 론 휴가트 외 6명 수상
- 심슨 가족 - 짐 리어든 외 6명
- 백 앳 더 반야드 - 스티브 오드커크

### TV 코미디/버라이어티
- 더 콜버트 리포트 - 짐 호스킨슨 수상
- 펜 & 텔러: 불쉿! - 조슈아 E. 케슬러 외 1명
- 새터데이 나잇 라이브 - 베스 맥카시 외 2명더 데일리 쇼 위드 존 스튜어트

### TV 코미디/버라이어티 - 스페셜
- 내셔널 메모리얼 데이 콘서트 - 폴 밀러 수상
- 심슨 가족 20주년 스페셜 - 모건 스펄록
- 지미 키멜 라이브! - 밥 골드웨이트

### TV 낮 드라마
- 애즈 더 월드 턴즈 - 크리스토퍼 고트먼 외 6명 수상
- 제너럴 호스피털 - 조셉 베하르 외 2명
- 원 라이프 투 리브 - 질 액클스 외 6명

### TV 어린이방송 에피소드
- 이매진네이션 무버스 - 조 메넨데즈 외 6명 수상
- 트루 잭슨, VP - 게리 핼보슨 외 3명

### TV 어린이방송 대본상
- 아발론 하이 - 스튜어트 길라드 수상
- 늑대인간 소년 - 에릭 브로스

### TV 다큐멘터리 - 시사
- 프론트라인 - 브렌트 E. 허프만 외 1명 수상

### TV 다큐멘터리 - 그외
- 디 아메리칸 익스피어리언스 - 데이빗 그루빈 외 6명 수상
- 베이스볼 - 켄 번스
- 노바 - 칼 찰슨 외 6명
- 빌 모이어스 저널 - 마크 벤자민 외 3명

### 파울 셀빈 명예상
- 페어 게임 - 제즈 버터워스 외 1명 수상